# Mogata
Mogata är en tätort i Söderköpings kommun och kyrkby i Mogata socken. 

## Befolkningsutveckling
| Befolkningsutvecklingen i Mogata 1975–2020 | Befolkningsutvecklingen i Mogata 1975–2020 | Befolkningsutvecklingen i Mogata 1975–2020 | Befolkningsutvecklingen i Mogata 1975–2020 | Befolkningsutvecklingen i Mogata 1975–2020 |
| ------------------------------------------ | ------------------------------------------ | ------------------------------------------ | ------------------------------------------ | ------------------------------------------ |
|                                            |                                            |                                            |                                            |                                            |
| År                                         |                                            |                                            | Folkmängd                                  | Areal (ha)                                 |
| 1975                                       | 1975                                       |                                            | 371                                        |                                            |
| 1980                                       | 1980                                       |                                            | 383                                        |                                            |
| 1990                                       | 1990                                       |                                            | 358                                        | 36                                         |
| 1995                                       | 1995                                       |                                            | 344                                        | 36                                         |
| 2000                                       | 2000                                       |                                            | 318                                        | 36                                         |
| 2005                                       | 2005                                       |                                            | 308                                        | 36                                         |
| 2010                                       | 2010                                       |                                            | 301                                        | 36                                         |
| 2015                                       | 2015                                       |                                            | 296                                        | 45                                         |
| 2020                                       | 2020                                       |                                            | 315                                        | 55                                         |
| Anm.: Ny tätort 1975                       |                                            |                                            |                                            |                                            |

## Personer från orten
- Ewert Karlsson, signaturen EWK, tecknare
- Lennart Kolte, arkitekt